# Gómez Suárez de Figueroa

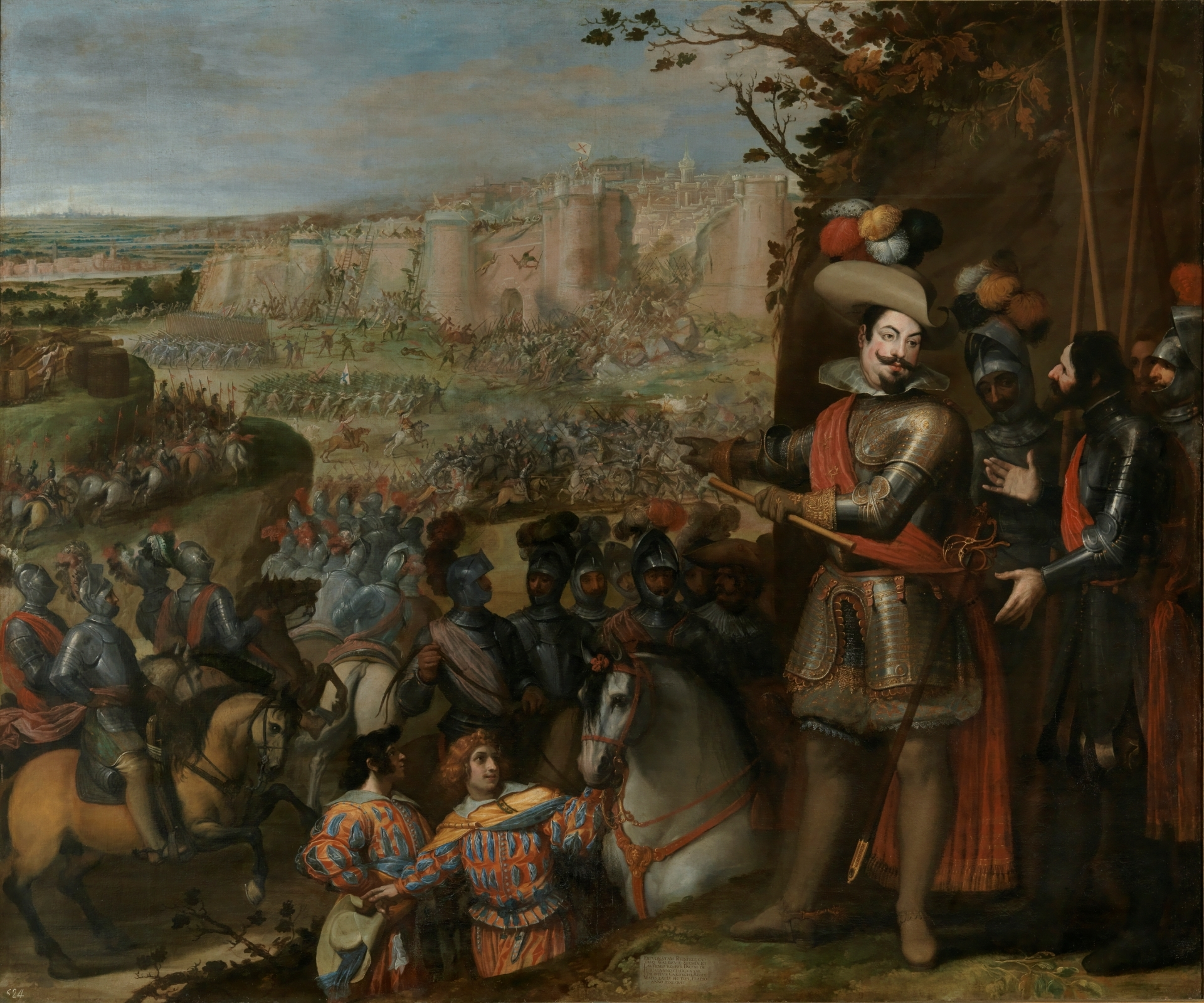
Een Spaans leger onder leiding van Gómez Suárez de Figueroa bij het beleg van Rheinfelden, schilderij van Vicente Carducho.

Gómez Suárez de Figueroa y Córdoba (Guadalajara, 1 september 1587 – München, 14 januari 1634) was een Spaans edelman, diplomaat en legeraanvoerder in de 17e eeuw.

## Biografie
De Figueroa was een zoon van Lorenzo IV Suárez de Figueroa, hertog van Feria en markies van Villalba. Gómez de Figueroa stond bekend als Groot Hertog van Feria door zijn militaire verdiensten gedurende zijn carrière. Hij werd benoemd tot onderkoning van Valencia, Catalonië en gouverneur van Milaan. Gedurende de Dertigjarige Oorlog was hij als diplomaat actief in de Kerkelijke Staat en in Frankrijk. In de zomer van 1633 leidde hij een leger van 20.000 soldaten vanuit Italië om strategische posities langs de 'Spaanse weg' door Valetellina en Duitsland naar de Spaanse Nederlanden te heroveren. Hij ontzette Konstanz en belegerde Bregenz en Rheinfelden, maar slaagde er niet in alle objectieven te bereiken. In 1634 stierf hij aan tyfus in München.
- Biblioteca Nacional de España: XX922853
- Bibliothèque nationale de France: cb125496735 (data)
- Catàleg d'autoritats de noms i títols de Catalunya: 981058529150206706
- Gemeinsame Normdatei: 143510029
- Historisch woordenboek van Zwitserland: 016819
- International Standard Name Identifier: 0000 0001 1439 1442
- Library of Congress Control Number: n83050567
- Nederlandse Thesaurus van Auteursnamen: 328248835
- Système universitaire de documentation: 179806572
- Virtual International Authority File: 19792420
- WorldCat: E39PBJd87xyygvgrfc6y6YgxjC